# جولييت وينتيرز كاربنتر
جولييت وينتيرز كاربنتر (بالإنجليزية: Juliet Winters Carpenter) هي مترجمة أمريكية، ولدت في 1948.